# حصن (فلم 2021)
حصن (بالإنجليزية: Fortress) فيلم حركة أمريكي عام 2021 من إخراج جيمس كولين بريساك، كتبه آلان هورسنيل، ويستند إلى قصة من تأليف إميل هيرش وراندال إيميت. الفيلم من بطولة جيسي ميتكالف ، وبروس ويليس ، وتشاد مايكل موراي ، وكيلي غريسون ، وسيرداريوس بلين ، وشانين دوهيرتي. تم إصدار هذا الفيلم في 17 ديسمبر 2021 يبعتها فيلم بعنوان حصن: عين القناص (2022).

## سيناريو
يعيش روبرت وابنه بول في منتجع سري للغاية لضباط المخابرات الأمريكية المتقاعدين. يتسلل بالزاري ومجموعته من المجرمين إلى المنتجع ويجبرون روبرت وبول على دخول ملجأ عالي التقنية.